# Котали-Усадище
Котали-Усадище (рос. Корталы-Усадище) — присілок Бокситогорського району Ленінградської області Росії. Входить до складу Радогощинського сільського поселення.
Населення — 0 осіб (2012 рік). 